# شهرستان ماسون (تگزاس)
شهرستان ماسون، تگزاس (به انگلیسی: Mason County, Texas) یک سکونتگاه مسکونی در ایالات متحده آمریکا است که در تگزاس واقع شده‌است.

## خصوصیات
شهرستان ماسون ۲٬۴۱۳٫۸۸ کیلومترمربع مساحت دارد.